# Cyclodesmus aztecus
Cyclodesmus aztecus är en mångfotingart som beskrevs av Jean-Henri Humbert och Henri Saussure 1869. Cyclodesmus aztecus ingår i släktet Cyclodesmus och familjen Sphaeriodesmidae. Inga underarter finns listade i Catalogue of Life.